# Mesamia visalia
Mesamia visalia är en insektsart som beskrevs av Ball 1916. Mesamia visalia ingår i släktet Mesamia och familjen dvärgstritar. Inga underarter finns listade i Catalogue of Life.